# Tündérrózsa

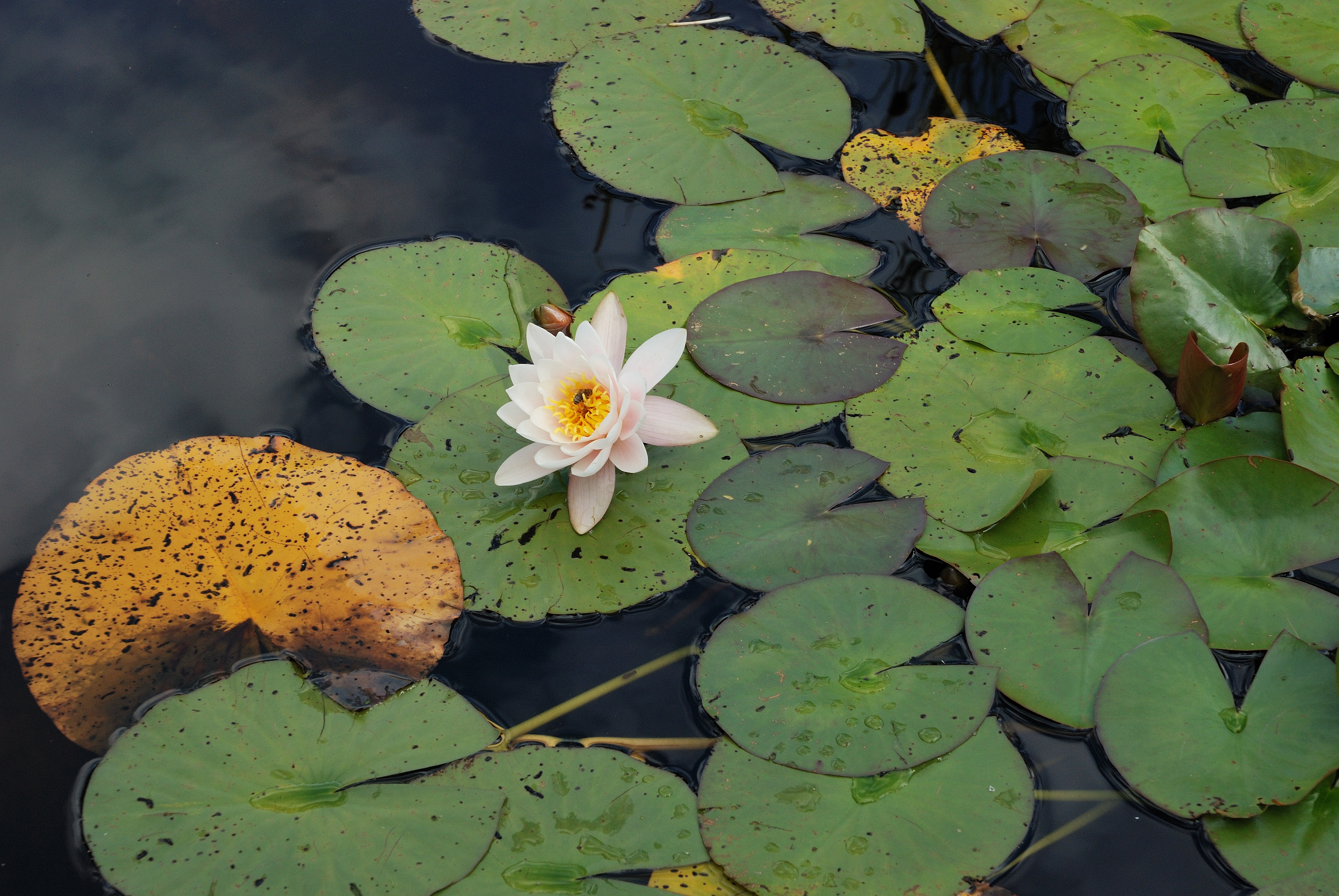
Tündérrózsa és egy torkos méhecske

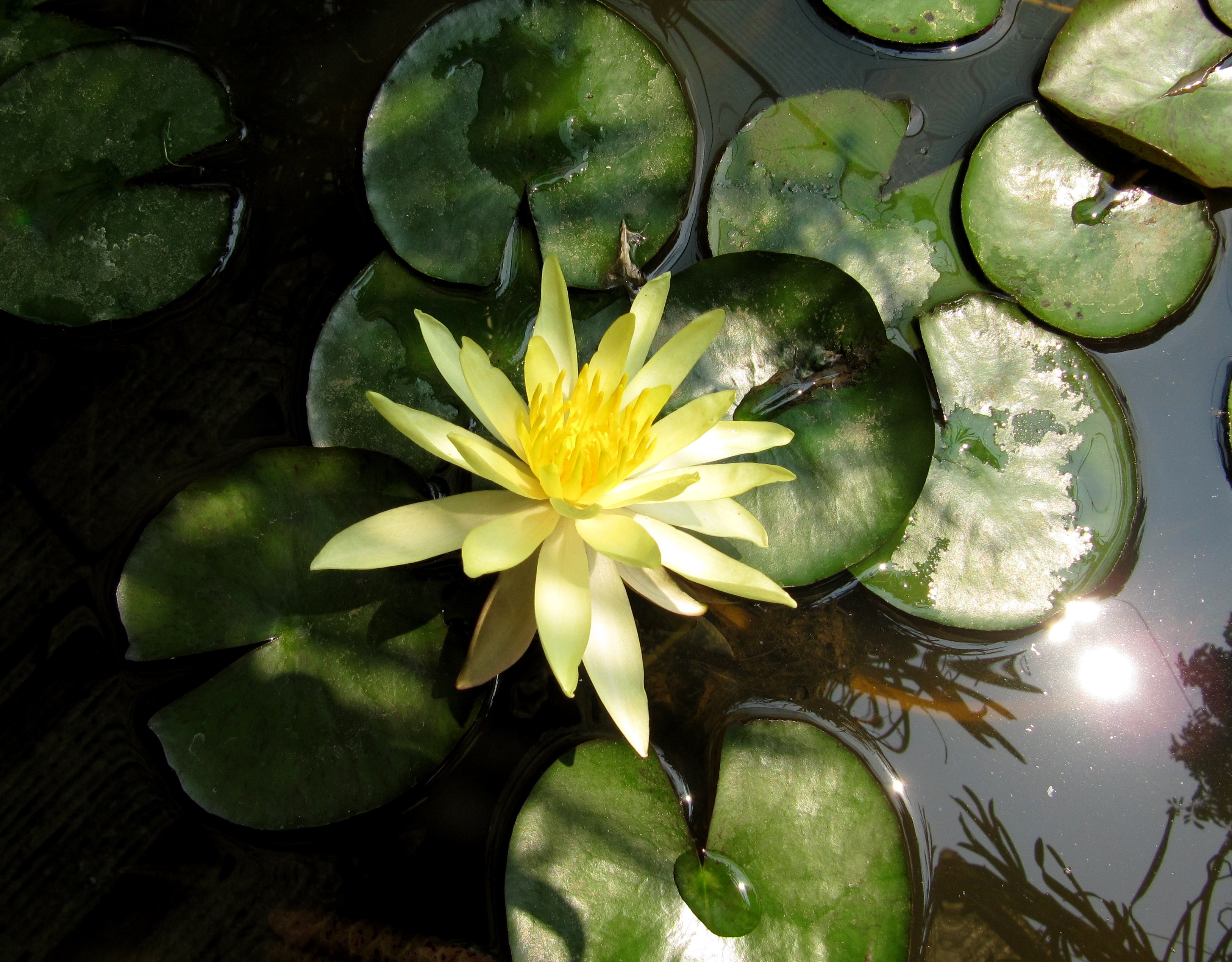
Nymphaea mexicana

A tündérrózsa (Nymphaea) nemzetség a tündérrózsafélék családjába tartozik, világszerte elterjedt, mintegy 45 fajt számlál, melyek közül sokat termesztenek dísznövényként.

## Hazai fajok

### Fehér tündérrózsa(N. alba)
Évelő, gyöktörzse az iszapban kúszik.

#### Élőhelye
Síkvidéki álló- és lassan folyó vizekben fordul elő ott, ahol a vízmélység nem haladja meg a 3 métert.

#### Jellemzése
- A fehér sziromlevelek és a sárga porzók száma egyaránt meghatározatlan, sok. A virág 10–16 cm széles. Júniustól szeptemberig virágzik, a virágok nappal nyílnak.
- A levelek válla mélyen bevágott, széleik majdnem épek, a víz színén lebegnek.

### Nílusi tündérrózsa(N. lotusL. var.thermalis)
A nílusi tündérrózsa alfaja, Európában egyetlen természetes előfordulási helye a Nagyvárad melletti Pece-patak hőforrások táplálta vize. Korábban betelepítettnek tartották, ám a patakból előkerült a bordás homorcsa (Melanopsis parreyssii) nevű kis vízicsiga, mely legközelebbi élő rokonai trópusi vizekből ismertek. Az üledék nagy számban tartalmazza a csiga házának maradványait, folyamatos jelenléte a harmadkor óta kimutatható, így az is bizonyítást nyert, hogy a nílusi tündérrózsa átvészelhette szubtrópusi klímájú harmadkor óta lezajlott jégkorszakot.
Lovassy Sándor 1898-ban sikerrel próbálkozott az indiai vörös tündérrózsa hosszúvirágú alfajának, a  latinul Nymphaea rubra var. longiflora nevű vízinövénynek a Hévízi-tóba történő meghonosításával.

#### Élőhely
Nagyvárad, Félixfürdő, Püspökfürdő, termálvizek.

#### Jellemzés
- Virága 20 cm átmérőjű, éjjel és borús időben nyílik júniustól októberig.
- A levelek széle fogas, fonákjuk sötét ibolya színű.

## Virágdiagram

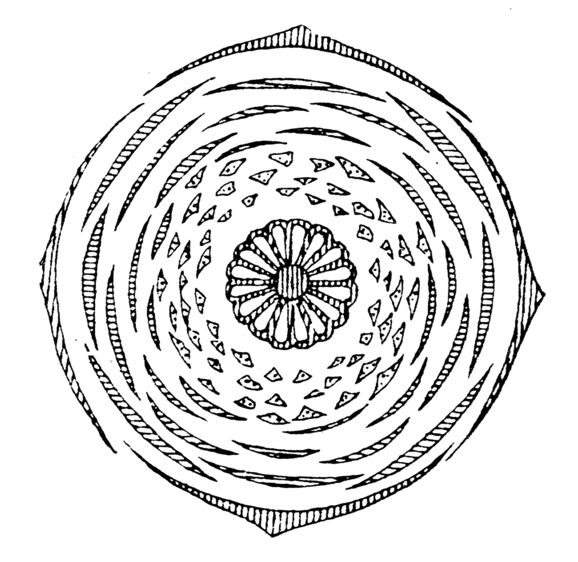
Nymphaea virágdiagramja